# Unione Sportiva Livorno 1948-1949
Questa voce raccoglie le informazioni riguardanti l'Unione Sportiva Livorno nelle competizioni ufficiali della stagione 1948-1949.

## Stagione
Al termine della stagione 1948-49 per il Livorno è la fine di un'epoca, saluta la Serie A che rivedrà ancora dopo oltre mezzo secolo. La squadra parte male, poi una timida reazione fa sperare nell'atteso cambio di marcia, ma è un fuoco di paglia. Pur barcollando il Livorno riesce a rimanere in corsa per la "salvezza" sino all'ultima giornata. L'Ardenza diventa terra di conquista e non basteranno tre allenatori a risollevare morale e risultati, Mario Magnozzi in partenza, poi il mago del Bologna Hermann Felsner ed infine Ostilio Capaccioli come giocatore-allenatore. La speranza è rimasta accesa fino al 5 giugno, all'ultima giornata, quando per ironia della sorte, l'Atalanta di Ivo Fiorentini vince a Livorno e spinge in Serie B la sua ormai ex squadra dei miracoli. Unico sorriso di stagione le 19 reti realizzate dall'attaccante Carlo Stradella, quarto nella classifica marcatori, nonostante la retrocessione. La stagione 1948-49 è stata funestata dalla tragedia di Superga nella quale è perita l'intera squadra del Grande Torino, dopo aver conquistato cinque scudetti di fila.

## Rosa
| N. |                     | Ruolo | Calciatore          |
| -- | ------------------- | ----- | ------------------- |
|    | Italia (bandiera)   | P     | Gino Merlo          |
|    | Italia (bandiera)   | P     | Renato Bertocchi    |
|    | Italia (bandiera)   | P     | Aristide Nascenzi   |
|    | Italia (bandiera)   | D     | Ermelindo Lovagnini |
|    | Italia (bandiera)   | D     | Alfredo Piram       |
|    | Italia (bandiera)   | D     | Mauro Tuccini       |
|    | Italia (bandiera)   | D     | Franco Morgantini   |
|    | Italia (bandiera)   | C     | Aredio Gimona       |
|    | Italia (bandiera)   | C     | Valerio Cassani     |
|    | Italia (bandiera)   | C     | Dandolo Brondi      |
|    | Italia (bandiera)   | C     | Armando Tre Re      |
|    | Italia (bandiera)   | C     | Umberto Mannocci    |
|    | Ungheria (bandiera) | C     | István Pakó         |

| N. |                   | Ruolo | Calciatore         |
| -- | ----------------- | ----- | ------------------ |
|    | Italia (bandiera) | C     | Serafino Conti     |
|    | Italia (bandiera) | C     | Leo Picchi         |
|    | Italia (bandiera) | C     | Ostilio Capaccioli |
|    | Italia (bandiera) | C     | Angelo Torriglia   |
|    | Italia (bandiera) | C     | Franco Civolani    |
|    | Italia (bandiera) | C     | Francesco Jardella |
|    | Italia (bandiera) | A     | Carlo Stradella    |
|    | Italia (bandiera) | A     | Bruno Dante        |
|    | Italia (bandiera) | A     | Altibano Maselli   |
|    | Italia (bandiera) | A     | Teresio Piana      |
|    | Italia (bandiera) | A     | Ilvo Bozzi         |
|    | Italia (bandiera) | A     | Giovanni Dini      |
|    | Italia (bandiera) | A     | Igino Balestra     |

## Risultati

### Serie A

#### Girone di andata
| Modena 19 settembre 1948 1ª giornata | Modena             | 0 – 0 | Livorno | Stadio Comunale\| Arbitro: \| Parpaiola (Padova) \| |
| Arbitro:                             | Parpaiola (Padova) |       |         |                                                     |

| Arbitro: | Dattilo (Roma) |

|                   |           |                         |
| Stradella 24’ 40’ | Marcatori | 42’ Bergamo 51’ Verdeal |

| Arbitro: | Coppolone (Bari) |

|                                                             |           |                        |
| Vicpálek 9’ Boniforti 22’ (rig.) De Santis 46’ Vycpálek 63’ | Marcatori | 85’ Gimona 88’ Cassani |

| Arbitro: | Agnolin (Bassano del Grappa) |

|  |           |                      |
|  | Marcatori | 40’ Mazzola 66’ Loik |

| Arbitro: | Silvano (Torino) |

|              |           |              |
| Conti II 51’ | Marcatori | 30’ Cappello |

| Arbitro: | Bertolio (Torino) |

|                |           |  |
| Antoniotti 31’ | Marcatori |  |

| Arbitro: | Canavesio (Torino) |

|                              |           |                          |
| Galassi 16’ Sperotto 36’ 82’ | Marcatori | 34’ Dante 68’ Brondi III |

| Livorno 4 novembre 1948 8ª giornata | Livorno          | 0 – 0 | Lucchese | Stadio Ardenza\| Arbitro: \| Tassini (Verona) \| |
| Arbitro:                            | Tassini (Verona) |       |          |                                                  |

| Arbitro: | Poggipollini (Ferrara) |

|                                            |           |  |
| Venturi 50’ Maestrelli 53’ 73’ Pesaola 90’ | Marcatori |  |

| Arbitro: | Savio (Torino) |

|                   |           |                              |
| Stradella 37’ 70’ | Marcatori | 83’ Adcock 86’ Degli Esposti |

| Arbitro: | Zambotto (Padova) |

|                                 |           |               |
| Amadei 1’ Armano 5’ Nyers I 13’ | Marcatori | 54’ Stradella |

| Arbitro: | Galeati (Bologna) |

|          |           |           |
| Pakó 27’ | Marcatori | 15’ Penzo |

| Arbitro: | Bernardi (Bologna) |

|                         |           |                       |
| Caprili 29’ Cergoli 72’ | Marcatori | 1’ Cassani 33’ Gimona |

| Arbitro: | Guarda (Venezia) |

|             |           |  |
| Cassani 80’ | Marcatori |  |

| Arbitro: | Valsecchi (Milano) |

|               |           |  |
| Stradella 73’ | Marcatori |  |

| Arbitro: | Cicardi (Lecco) |

|                                  |           |  |
| Bassetto 21’ Baldini 44’ Gei 71’ | Marcatori |  |

| Arbitro: | Zilli (Reggio Emilia) |

|                         |           |                 |
| Stradella 39’ Dante 67’ | Marcatori | 56’ Carapellese |

| Arbitro: | Zilli (Reggio Emilia) |

|                           |           |  |
| Vörös 48’ Kincses 63’ 82’ | Marcatori |  |

| Arbitro: | Zambotto (Padova) |

|                                                                |           |                                  |
| Busnelli 53’ Korostelev 69’ (rig.) Piram 79’ (aut.) Fabbri 86’ | Marcatori | 74’ Cassani 88’ (rig.) Stradella |

#### Girone di ritorno
| Arbitro: | Silvano (Torino) |

|                      |           |  |
| Stradella 49’ (rig.) | Marcatori |  |

| Arbitro: | Poggipollini (Ferrara) |

|                              |           |                         |
| Koenig 11’ 44’ Trevisani 82’ | Marcatori | 28’ Stradella 50’ Bozzi |

| Arbitro: | Savio (Torino) |

|  |           |                   |
|  | Marcatori | 15’ 89’ De Santis |

| Arbitro: | Cappucci (Roma) |

|             |           |  |
| Mazzola 89’ | Marcatori |  |

| Arbitro: | Agnolin (Bassano del Grappa) |

|                                                    |           |                   |
| Mike 14’ 27’ Bernicchi 41’ Mike 69’ (rig.) 73’ 75’ | Marcatori | 20’ 67’ Stradella |

| Arbitro: | Silvano (Torino) |

|                                  |           |  |
| Stradella 34’ (rig.) Maselli 81’ | Marcatori |  |

| Arbitro: | Marchetti (Milano) |

|             |           |              |
| Cassani 66’ | Marcatori | 29’ Sperotto |

| Arbitro: | Buratti (Milano) |

|  |           |               |
|  | Marcatori | 87’ Stradella |

| Arbitro: | Pieri (Trieste) |

|                             |           |           |
| Lovagnini 19’ Stradella 86’ | Marcatori | 23’ Ferri |

| Arbitro: | Silvano (Torino) |

|                   |           |              |
| Checchetti 5’ 40’ | Marcatori | 56’ Conti II |

| Arbitro: | Bertolio (Torino) |

|  |           |                        |
|  | Marcatori | 16’ Lorenzi 74’ Armano |

| Arbitro: | Galeati (Bologna) |

|                               |           |  |
| Piacentini 70’ Puccinelli 80’ | Marcatori |  |

| Arbitro: | Bernardi (Bologna) |

|               |           |                              |
| Stradella 67’ | Marcatori | 8’ Caprili 52’ 75’ Boniperti |

| Arbitro: | Bellè (Venezia) |

|                                                  |           |             |
| Ferraris II 10’ Spadavecchia 60’ Ferraris II 90’ | Marcatori | 79’ Cassani |

| Arbitro: | Camiolo (Milano) |

|                                                   |           |                                               |
| Ispiro 5’ 16’ Rossetti 49’ Begni 52’ Rossetti 85’ | Marcatori | 44’ 69’ Stradella 78’ Picchi I 88’ Capaccioli |

| Arbitro: | Gemini (Roma) |

|               |           |  |
| Stradella 44’ | Marcatori |  |

| Arbitro: | Bernardi (Bologna) |

|                       |           |  |
| Burini 6’ Nordahl 51’ | Marcatori |  |

| Arbitro: | Orlandini (Roma) |

|              |           |  |
| Picchi I 35’ | Marcatori |  |

| Arbitro: | Dattilo (Roma) |

|  |           |                                |
|  | Marcatori | 15’ (aut.) Tre Re 61’ Miglioli |

## Statistiche

### Statistiche di squadra
| Competizione | Punti | In casa | In casa | In casa | In casa | In casa | In casa | In trasferta | In trasferta | In trasferta | In trasferta | In trasferta | In trasferta | Totale | Totale | Totale | Totale | Totale | Totale | DR  |
| Competizione | Punti | G       | V       | N       | P       | Gf      | Gs      | G            | V            | N            | P            | Gf           | Gs           | G      | V      | N      | P      | Gf     | Gs     | DR  |
| ------------ | ----- | ------- | ------- | ------- | ------- | ------- | ------- | ------------ | ------------ | ------------ | ------------ | ------------ | ------------ | ------ | ------ | ------ | ------ | ------ | ------ | --- |
| Serie A      | 26    | 19      | 8       | 6       | 5       | 19      | 20      | 19           | 1            | 2            | 16           | 20           | 51           | 38     | 9      | 8      | 21     | 39     | 71     | -32 |

### Statistiche dei giocatori
| Giocatore     | Serie A  | Serie A |
| Giocatore     | Presenze | Reti    |
| ------------- | -------- | ------- |
| I. Balestra   | 2        | 0       |
| R. Bertocchi  | 2        | -3      |
| I. Bozzi      | 4        | 1       |
| D. Brondi     | 24       | 1       |
| O. Capaccioli | 13       | 1       |
| V. Cassani    | 28       | 6       |
| F. Civolani   | 2        | 0       |
| S. Conti      | 18       | 2       |
| B. Dante      | 23       | 2       |
| G. Dini       | 4        | 0       |
| A. Gimona     | 32       | 2       |
| F. Jardella   | 1        | 0       |
| E. Lovagnini  | 31       | 1       |
| U. Mannocci   | 23       | 0       |
| A. Maselli    | 20       | 1       |
| G. Merlo      | 35       | -64     |
| F. Morgantini | 1        | 0       |
| A. Nascenzi   | 1        | -4      |
| I. Pako       | 18       | 1       |
| T. Piana      | 11       | 0       |
| L. Picchi     | 14       | 2       |
| A. Piram      | 30       | 0       |
| C. Stradella  | 35       | 19      |
| A. Torriglia  | 9        | 0       |
| A. Tre Re     | 23       | 0       |
| M. Tuccini    | 14       | 0       |